# Allan Harris
Allan Harris (London, 1942. december 28. – 2017. november 23.) angol labdarúgó, hátvéd, edző. Testvére Ron Harris szintén labdarúgó.

## Pályafutása

### Játékosként
1960 és 1964 között a Chelsea, 1964 és 1966 között a Coventry City, 1966–67-ben a ismét a Chelsea labdarúgója volt, ahol tagja volt az 1967-es angol kupadöntőt elvesztő csapatnak. 1967 és 1971 között a Queens Park Rangers,  1971 és 1973 között a Plymouth Argyle, 1973–74-ben a Cambridge United csapatában szerepelt. 1974–75-ben a Hayes játékosedzője volt. 1976-ban az ír St Patrick's Athletic együttesében fejezte be az aktív játékot.

### Edzőként
1984 és 1986 között Terry Venables segédedzője volt az FC Barcelona csapatánál. 1993 és 1995 között az egyiptomi Al Ahly vezetőedzőjeként tevékenykedett. 2000 decembere és 2004 között a maláj válogatott szövetségi kapitánya volt.

## Sikerei, díjai
- Angol kupa (FA Cup)
  - döntős: 1967